# Doctor Foster
Doctor Foster (Doctor Foster) est une mini-série britannique en dix épisodes de 60 minutes créée par Mike Bartlett et diffusée entre le 9 septembre 2015 et le 3 octobre 2017 sur BBC One.
En France, la saison 1 est diffusée à partir du 15 juin 2016 sur D8 et la saison 2 à partir du 14 novembre 2017 sur C8, et au Québec à partir du 10 novembre 2018 sur ICI Radio-Canada Télé.

## Synopsis
La doctoresse Gemma Foster mène une vie tranquille et heureuse avec son mari et son fils. Mais tout bascule lorsqu'elle apprend que son mari entretient une liaison avec une jeune femme depuis plusieurs mois. Gemma est alors partagée entre l'idée de sauver son mariage ou celle de se venger de son mari infidèle.

## Distribution
- Suranne Jones (VF : Karin Clercq)[2] : Dr Gemma Foster
- Bertie Carvel (VF : Philippe Allard) : Simon Foster
- Tom Taylor (en) (VF : Arthur Dubois) : Tom Foster
- Robert Pugh : Jack Reynolds (épisodes 1-2, 4)
- Jodie Comer : Kate Parks
- Clare-Hope Ashitey : Carly
- Cheryl Campbell : Helen Foster (épisodes 1-3)
- Navin Chowdhry (en) : Anwar (épisodes 2-3, 5)
- Victoria Hamilton : Anna (épisodes 1-3, 5)
- Adam James (en) (VF : Simon Duprez) : Neil (épisodes 1-3, 5)
- Martha Howe-Douglas (en) : Becky
- Thusitha Jayasundera (en) (VF : Valérie Lemaître) : Dr Ros Mahendra
- Sara Stewart : Susie Parks (épisodes 1-2, 4-5)
- Neil Stuke (en) : Chris Parks (épisodes 1-2, 4-5)
- Ricky Nixon : Daniel Spencer (épisodes 1,4)

## Épisodes
| Saison | Nombre d'épisodes | Diffusion originale | Diffusion originale | Diffusion originale | Diffusion originale | Audience moyenne (en millions) | Audience moyenne (en millions) | Audience moyenne (en millions) |
| Saison | Nombre d'épisodes | Année               | Jour et heure       | Début de saison     | Fin de saison       | Première                       | Finale                         | Moyenne                        |
| ------ | ----------------- | ------------------- | ------------------- | ------------------- | ------------------- | ------------------------------ | ------------------------------ | ------------------------------ |
| 1      | 5                 | 2015                | Mercredi - 22 h     | 9 septembre 2015    | 7 octobre 2015      | 9,19                           | 10,57                          | 9,51                           |
| 2      | 5                 | 2017                | Mardi - 22 h        | 5 septembre 2017    | 3 octobre 2017      | 10,40                          | 10,49                          | 10,20                          |

### Saison 1 (2015)
| # | Titre     | Réalisation    | Scénario      | Audiences (millions) | Première diffusion |
| - | --------- | -------------- | ------------- | -------------------- | ------------------ |
| 1 | Episode 1 | Tom Vaughan    | Mike Bartlett | 9,19                 | 9 septembre 2015   |
| 2 | Episode 2 | Tom Vaughan    | Mike Bartlett | 9,19                 | 16 septembre 2015  |
| 3 | Episode 3 | Tom Vaughan    | Mike Bartlett | 9,26                 | 23 septembre 2015  |
| 4 | Episode 4 | Bruce Goodison | Mike Bartlett | 9,35                 | 30 septembre 2015  |
| 5 | Episode 5 | Bruce Goodison | Mike Bartlett | 10,57                | 7 octobre 2015     |

### Saison 2 (2017)
| # | Titre     | Réalisation     | Scénario      | Audiences (millions) | Première diffusion |
| - | --------- | --------------- | ------------- | -------------------- | ------------------ |
| 1 | Episode 1 | Jeremy Lovering | Mike Bartlett | 10,40                | 5 septembre 2017   |
| 2 | Episode 2 | Jeremy Lovering | Mike Bartlett | 10,27                | 12 septembre 2017  |
| 3 | Episode 3 | Jeremy Lovering | Mike Bartlett | 9,80                 | 19 septembre 2017  |
| 4 | Episode 4 | Jeremy Lovering | Mike Bartlett | 10,06                | 26 septembre 2017  |
| 5 | Episode 5 | Jeremy Lovering | Mike Bartlett | 10,49                | 3 octobre 2017     |

## Tournage
Le tournage a eu lieu à Green Lane, Croxley Green, Hertfordshire, Copse Wood Way, Northwood, Londres et Hitchin.

## Diffusion internationale
| Pays             | Chaînes   | Date de diffusion |
| ---------------- | --------- | ----------------- |
| Australie        | BBC First | 17 novembre 2015  |
| Nouvelle-Zélande | TV One    | 17 janvier 2016   |
| France           | D8        | 15 juin 2016      |
| Pologne          | Ale Kino+ | 3 août 2016       |
| Belgique         | La Une    | 11 juin 2017      |

## Récompenses et nominations
| Année | Awards                            | Catégorie                  | Nommé(e)      | Résultat   |
| ----- | --------------------------------- | -------------------------- | ------------- | ---------- |
| 2016  | National Television Awards        | Nouvelle série dramatique  | Doctor Foster | Gagnant    |
| 2016  | National Television Awards        | Performance dramatique     | Suranne Jones | Gagnant    |
| 2016  | Broadcasting Press Guild Awards   | Meilleure série dramatique | Doctor Foster | Nomination |
| 2016  | Broadcasting Press Guild Awards   | Meilleure actrice          | Suranne Jones | Gagnant    |
| 2016  | Broadcasting Press Guild Awards   | Meilleur auteur            | Mike Bartlett | Nomination |
| 2016  | Royal Television Society Awards   | Meilleure actrice          | Suranne Jones | Gagnant    |
| 2016  | British Academy Television Awards | Meilleure mini-série       | Doctor Foster | Nomination |
| 2016  | British Academy Television Awards | Meilleure actrice          | Suranne Jones | Gagnant    |